# Július Gyula
Július Gyula (1985-ig: Molnár Gyula) (Budapest, 1958. július 28. –) magyar képzőművész, grafikus, festőművész, szobrász.

## Életpályája
1977–1981 között a Magyar Képzőművészeti Főiskola grafika szakán tanult; Raszler Károly és Kocsis Imre tanítványaként. Az 1980-as évek elején grafikusként kezdődött pályája. 1981–1984 között a Magyar Képzőművészeti Egyetem sokszorosítógrafika szakán tanult; grafikusművész diplomát szerzett. 1984–1991 között a BudaStúdió Alkotóközösség művészeti vezetője volt. 1990–2000 között kulturális televíziós műsorok szerkesztő-műsorvezetője volt. 1991-ben Rómában volt ösztöndíjas. 2002-től a Triptichon Bt. művészeti vezetője. 2003–2008 között a Millenáris Kht. (2006-tól Jövő Háza Központ Kht.) kiállításszervezője és vezető kurátora volt. 2006–2007 között az általa létrehozott Pixel Galéria művészeti vezetője, és a Galériához kapcsolódó gyűjtemény vezetője a Jövő Háza Központban. 2008–2010 között a Millenáris Park külsős kurátoraként dolgozott. 2008–2013 között a NOVUS Művészeti Iskola tanára, az OKJ-s képzésben a Grafika szak vezetője volt. 2011–2013 között a Magyar Képzőművészeti Egyetem Doktori Iskolájában tanul. 2013–2015 között a BKF SZKI Grafika szak szakvezetője volt. 2015-ben szerezte meg DLA fokozatát. 2015-től a Budapesti Innovatív Gimnázium és Szakgimnázium Grafikus OKJ-s képzésének szakvezetője. 2016-tól a Budapesti Metropolitan Egyetem Grafika Intézetének vezetője. 2019–2023 között a Vizuális Kommunikáció Tanszék vezetője, a Művészeti és Kreatívipari Kar dékánhelyettese.

### Munkássága
Grafikát, festményt, installációt, videómunkát egyaránt készített, tevékenysége intermediálisnak tekinthető. Ebben az időszakban leginkább a mágnesesség foglalkoztatta. Grafikáinak, litográfiáinak formavilágában ötvözte a szocialista-realista művészet banális emblematikáját és a természettudományos kísérletek képi megfogalmazását. Az 1980-as évek végén anyaghasználata megváltozott. A rézkarc alapját képező savval maratott rézlemez vált műalkotássá, a nyomtatóformát installációként állította ki. Ezáltal a kémiai reakció fontos szerepet kapott a műalkotás létrejöttében. Anyaghasználatában a szegényes művészetre emlékeztet; gyűjtött és talált tárgyakból, rozsdás vasakból, ócska akkumulátorokból, rézdrótokból, kémiai csövekből, ólom és cinklemezekből, márványtöredékekből, jégkrémes pálcikákból hozta létre installációit, elvont és fogalmi modellek bemutatására. Kísérleteinek alapja metaforikus jellegű, a technikai fejlődés XX. század végi jelentőségére kérdez rá. Grafikáinak, installációinak megfogalmazásában ötvözte a geometrikus konstrukciót az expresszionisztikus megjelenítéssel.

## Kiállításai
| - 1988 Miskolc - 1989, 1992, 1995, 1999 Budapest - 1991, 1993 Róma - 1992, 1994-1996 Székesfehérvár - 2000 Pécs | - 1986 Tampere - 1987 Dortmund - 1988 Szentendre - 1989 Dunaújváros, Budapest - 1990 Párizs, New York - 1991 Komárom, Budapest, Párizs - 1992-1993, 1995-1996, 1999, 2007 Budapest - 1993 Chicago - 1994 Varsó, Lisszabon, Székesfehérvár - 1998 Berlin |

## Díjai
- Hermann Lipót-díj (1983)
- Fiatal Képzőművészek Stúdió Nívódíj (1987)
- Fiatal Képzőművészek Stúdiója Egyesület-díj (1988-1989)
- Derkovits Gyula képzőművészeti ösztöndíj (1989-1991)
- Stúdió nagydíja (1991)
- a Magyar Narancs Vándordíja (1992)
- Smohay-díj (1994)
- Volt (Soros) pályázat díja (1994)
- Munkácsy Mihály-díj (2007)